# Ryszard Szawłowski
Ryszard Klemens Szawłowski lub Richard Szawlowski, ps. Karol Liszewski (ur. 23 listopada 1929 w Wilnie, zm. 2 grudnia 2020 w Warszawie) – polski politolog, specjalista z zakresu prawa międzynarodowego, historyk amator.

## Życiorys
Ukończył studia na Uniwersytecie Warszawskim, doktoryzował się w 1959. Był profesorem na polskim Uniwersytecie Łódzkim, niemieckich uniwersytetach: Uniwersytecie Humboldta w Berlinie i Federalnym Instytucie Sowietologii w Bonn, szkockim Uniwersytecie w Glasgow, kanadyjskim Uniwersytecie Calgary oraz Polskim Uniwersytetu na Obczyźnie (PUNO). Członek Polskiego Towarzystwa Naukowego na Obczyźnie.
W swoich książkach przedstawia m.in. zbrodnie ukraińskich i białoruskich nacjonalistów na Polakach w latach okupacji 1939–1941. Profesor Szawłowski pierwszy wprowadził do historii i publicystyki pojęcie „wojny polsko-sowieckiej 1939” w odniesieniu do agresji sowieckiej 17 września 1939 roku. Po raz pierwszy ukazał on też uwarunkowania polityczne, prawnomiędzynarodowe oraz psychologiczne tej wojny, oraz obraz zbrodni wojennych popełnionych przez armię sowiecką i zbrodnie band białoruskich i ukraińskich na narodzie polskim.
W artykule Genocidium atrox, publikowanym również jako Trzy ludobójstwa postawił tezę o równoważności zbrodni dokonanych przez III Rzeszę, ZSRR i nacjonalistów ukraińskich, przy nadaniu tym ostatnim kwalifikacji wyższej od zbrodni nazistowskich i sowieckich. Jego zdaniem o takiej klasyfikacji decyduje:
- fakt, iż ludobójstwo popełnione przez nacjonalistów ukraińskich miało formę natychmiastowej eksterminacji,
- okrucieństwo tortur, do jakich doszło w czasie zbrodni,
- udział (oprócz UPA) tysięcy ukraińskich chłopów w ludobójstwie,
- mordowania mieszanych narodowościowo małżeństw,
- fakt, iż ludobójstwa dokonali nie okupanci, ale Ukraińcy będący obywatelami polskimi,
- fakt, iż wydarzenia te pozostawały przemilczane lub były przedmiotem fałszowania historii.

## Publikacje
- Rafał Lemkin Biografia intelektualna, Warszawa, Wydawnictwo Naukowe Sedno 2020, ss.. 652.
- Najwyższe państwowe organy kontroli w Polsce w XIX wieku: Główna Izba Obrachunkowa Księstwa Warszawskiego oraz Izba Obrachunkowa i Najwyższa Izba Obrachunkowa Królestwa Polskiego lata 1808-1866, Bellona, 1999.
- Najwyższe państwowe organy kontroli II Rzeczypospolitej: Najwyższa Izba Kontroli Państwa 1919-1921 i Najwyższa Izba Kontroli 1921-1939, Najwyższa Izba Kontroli na Uchodźstwie 1940-1945, Warszawa 1991
- Wojna polsko-sowiecka 1939 r. t. 1 i 2, London. Polska Fundacja Kulturalna. 1986. ISBN 0-85065-170-0
- Prawa człowieka a Polska, Londyn: Polonia listopad 1982. ISBN 0-902352-21-0
- The System of the International Organizations of the Communist Countries, Kluwer Law International, 1976 pp. 36-37 ISBN 9-0286-0335-2
- Die Berichte der osteuropäischen Staaten zur Verwirklichung des Internationalen Paktes über bürgerliche und politische Rechte. Eine Analyse anhand des polnischen Beispiels, Köln, 1980. Bundesinstitut für Ostwissenschaftliche und Internationale Studien. Berichte des Bundesinstituts für Ostwissenschaftliche und Internationale Studien.